# Pycnogonum cessaci
Pycnogonum cessaci är en havsspindelart som beskrevs av Bouvier, E.L. 1911. Pycnogonum cessaci ingår i släktet Pycnogonum och familjen Pycnogonidae. Inga underarter finns listade i Catalogue of Life.